# Марьяновка (Михайловский район)
Марья́новка (укр. Мар'янівка) — село,
Марьяновский сельский совет,
Михайловский район,
Запорожская область,
Украина.
Код КОАТУУ — 2323384401. Население по переписи 2001 года составляло 518 человек.
Является административным центром Марьяновского сельского совета, в который, кроме того, входят сёла
Николаевка,
Молодёжное,
Новониколаевка,
Александровка,
Подгорное и
Сладкое.

## Географическое положение
Село Марьяновка находится на расстоянии в 0,5 км от села Новониколаевка и в 3-х км от села Новобогдановка (Мелитопольский район).
Рядом проходят автомобильная дорога Т-0811 и железная дорога, станция Фёдоровка в 4-х км.

## История
- 1825 год — дата основания как село Кронсфельд (по другим данным Нойе Нумер) немцами-колонистами.
- 1945 году переименовано в село Марьяновка[2].

## Экономика
- «Независимость», ЧП.

## Объекты социальной сферы
- Школа.
- Детский сад.
- Дом культуры.
- Фельдшерско-акушерский пункт.